# 滋賀県道291号今津停車場線
滋賀県道291号今津停車場線（しがけんどう291ごう いまづていしゃじょうせん）は、滋賀県高島市を通る一般県道である。

## 概要
高島市今津町名小路2丁目から高島市今津町弘川に至る。途中、辻川通りの一部を占める。

### 路線データ
- 起点：高島市今津町名小路2丁目（JR西日本湖西線 近江今津駅前）
- 終点：高島市今津町弘川（弘川口交差点、滋賀県道54号海津今津線交点、滋賀県道335号今津マキノ線起点）

## 地理

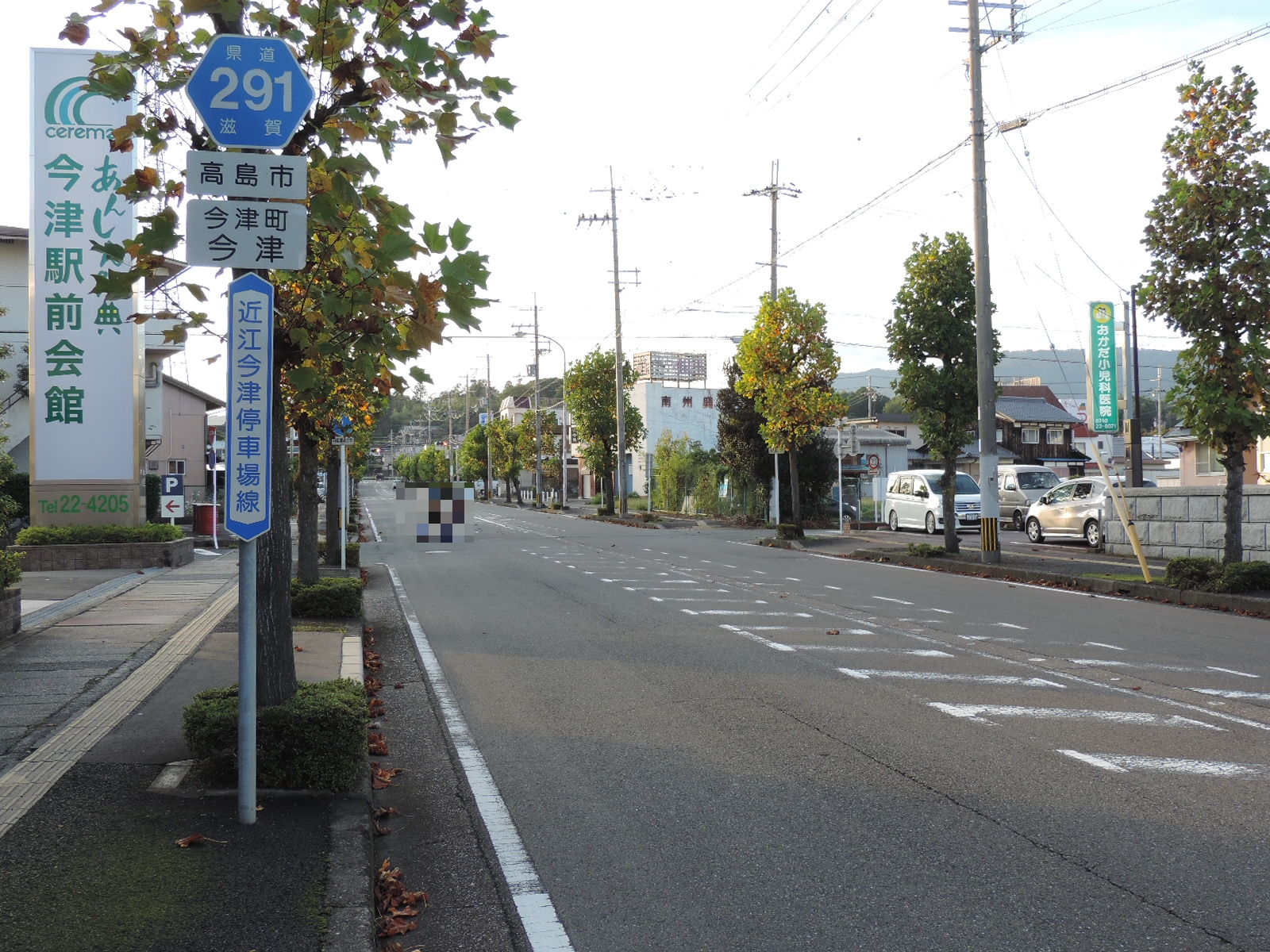
滋賀県道291号今津停車場線
高島市今津町今津。2017年10月撮影。

### 通過する自治体
- 高島市

### 交差する道路
| 交差する道路                                     | 交差する場所 | 交差する場所        |
| ------------------------------------------------ | ------------ | ------------------- |
| 辻川通り                                         | 今津町今津   |                     |
| 滋賀県道54号海津今津線 滋賀県道335号今津マキノ線 | 今津町弘川   | 弘川口交差点 / 終点 |

### 沿線
- JR西日本湖西線 近江今津駅
- 滋賀県立高島高等学校
- 高島市立今津東小学校
- 高島市役所 今津支所